# متلازمة السن المتصدع

مقطع عرضي لسن خلفي

متلازمة السن المتصدِّع  وأيضاً تسمى بمتلازمة الشرفة المتصدعة، متلازمة السن المتشقق  أو الكسر غير الكامل للأسنان الخلفية هي عندما يكون السن متشققا بشكل غير كامل لكن دون حدوث كسر في أي جزء من السن بعد. أحياناً توصف بأنها ككسر الغصن. الأعراض متباينة جداً، وهذا ما يجعلها معروفة بأنها حالة صعبة التشخيص.

## التصنيف والتعريف
متلازمة السن المتصدِّع يمكن اعتبارها بأنها نوع من الصدمة السنيّة وأيضا أحد الأسباب الممكنة لألم الأسنان. أحد التعريفات لمتلازمة السن المتصدع هو «سطح مكسور غير معروف العمق والاتجاه يمر عبر بنية السن والذي يمكن أن يتقدم ليتصل مع اللب و/أو رباط دواعم السن إذا لم يكن قد تضمنهما اصلاً».

## الأعراض
الأعراض المذكورة متباينة جداً وكثيرا ما تكون موجودة قبل تشخيص الحالة بعدة أشهر الأعراض المذكورة قد تشمل بعضاً من الآتي:
- ألم حاد[2] عند العض على سن محدد[1] الذي قد يسوء إذا زادت القوة المطبَّقة[2] أحياناً يحدث الألم عند العض عندما يكون الطعام الممضوغ ليناً لكن مع عناصر أقسى، مثل الخبز الذي يحتوي على بذور[1]

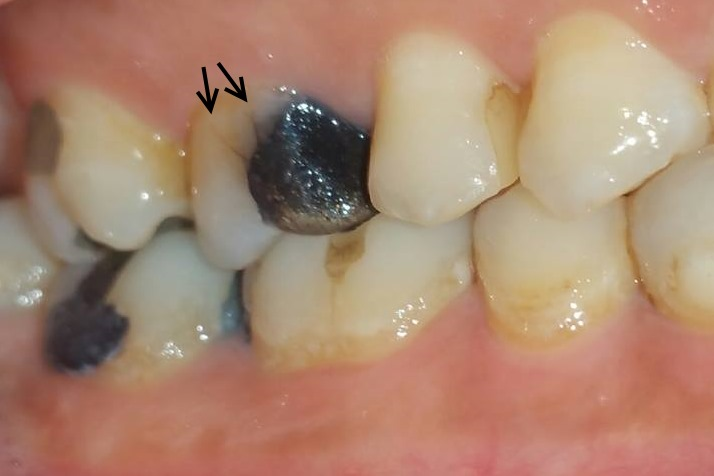
ضرس علوي متشقق في مريض يعاني من صرير الأسنان

- ضرس علوي متشقق في مريض يعاني من صرير الأسنان «ألم ارتدادي» أي بمعنى ألم حاد وعابر يحدث عندما تكون قوة العض صادرة من السن[2] الذي قد يحدث عند تناول الألياف.
- ألم عند احتكاك الأسنان عند تحريكها إلى الأمام والخلف وإلى الجانبين[2]
- ألم حاد عند شرب المشروبات الباردة أو أكل مأكولات باردة، مع احتمالية وجود ألم عند وجود منبه حراري.[2][3]
- ألم عند أكل أو شرب مواد تحتوي على السكر[2]

أحيانا يمكن تحديد مكان الألم بشكل جيد، ويستطيع الشخص تحديد السن الذي تصدر منه الأعراض، لكن ليس دائماً.
إذا انتشر الصدع ووصل إلى (العصب) اللب، قد تتطور الحالة إلى التهاب اللب غير المردود، تموت اللب ويحدث التهاب دواعم السن الذروي، مع الأعراض المرتبطة الخاصة به.

## الفيزيولوجيا المرضية
السن المتصدع يوصَف عادة بألم عند تطبيق ضغط العض على شيء. وذلك لأنه عند العض عادة تتباعد الأجزاء وبالتالي يقل الضغط على الأعصاب في عاج السن. عند توقف عض «الأجزاء» تعود إلى وضعها السابق بسرعة مما يزيد الضغط في الأعصاب داخل العاج مسبباً ألماً. الألم عادة متقلب، ومن الصعب إحداثه مرة أخرى في كثير من الأحيان. عدم علاج السن المتصدع يمكن أن يؤدي إلى ألم شديد، احتمالية تموت اللب، خُرّاج، أو حتى فقدان السن.
إذا امتد الصدع إلى اللب، في هذه الحالة يدعى صدع تام، ويمكن أن يحدث التهاب اللب أو تموت اللب. أما إذا امتد الصدع إلى الجذر حينها يمكن أن يحدث خلل في دواعم السن، أو حتى صدع عمودي في الجذر
وفقا لإحدى النظريات، الألم عند العض يحدث بسبب حركة الجزئين المتصدعين من السن بشكل مستقل أحدهما عن الآخر، مما يثير حركة السوائل المفاجئة في الأنيبيبات العاجية. هذا ينشط النوع (أ) من مستقبلات الألم في مركب العاج- اللب، مُقدَّم بواسطة هذا المركب كألم.
نظرية أخرى هي أن الألم الذي ينتج عن وجود منبه بارد ينتج من تسرب مواد مؤذية عن طريق الصدع مهيجاً اللب.

## التشخيص
تشخيص السن المتصدع (المتشققخ) معروف بصعوبته حتى على الأطباء ذوي الخبرة. الأعراض متباينة جدا وقد تشبه التهاب الجيوب، اضطراب المفصل الصدغي للفك السفلي، الصداع، ألم الأذن أو ألم الوجه غير القياسي/ألم الأسنان غير القياسي (ألم الوجه المستمر مجهول السبب).
عند تشخيص متلازمة السن المتصدع يجب على الطبيب أخذ عدة عوامل بعين الاعتبار. يتم تنفيذ اختبار العض عادة لتأكيد التشخيص، حيث يقوم المريض بالعض على قطعة من القطن، لفة قطن، أو على أداة تسمى بمُحقِّق السن. يمكن استخدام الجهاز الضوئي أو بعض الصبغات لتحديد امتداد التشقق في السن ولكن الصبغات قد تحتاج الي أيام للتأكد من إن كان التشقق ممتد لجذر السن أو لا وقد يؤثر لون الصبغة علي لون السن في حاله عمل حشوات (ترميمات) فيما بعد. عمل أشعة سينية لا يفيد في تشخيص التشقق لأن التشققات تظهر بشكل أفقي في معظم الإحيان وليس بشكل رأسي مع ذلك قد تعطي الأشعة فكرة عامة عن السن.

## علم الأوبئة
أكثر الأسنان التي تتأثر بهذه المتلازمة هي الرحى (الضروس) السفلية الثانية، والرحى السفلية الأولى والضواحك العلوية في ترتيب تنازلي وكثيرا ما تحدث في الأسنان التي بها ترميمات أو حشوات كبيرة، وعادة ما يبدأ الألم بفترة قصيرة بعد لزق الحشوات الضمنية المصنعة من السيراميك. المرضي الأكثر عرضة هم الذين يعانون من صرير الأسنان ويصيبهم احتكاك الأسنان شديد مستمر.

## العلاج
لا يوجد إستراتيجية علاج عالمية مقبولة، لكن العلاج يهدف بشكل عام إلى منع حركة أجزاء السن المعنيّ، بذلك لا يتحرك أو ينثني بشكل مستقل أثناء العض والطحن ولا ينتشر الصدع.
- الاستقرار (إنشاء النواة) (حشوة مركبة موضوعة في السن أو رباط موضوع حول السن لتقليل الثني).
- حشوة التاج (لفعل نفس المذكور أعلاه لكن بشكل مستمر وقابل للتنبؤ أكثر)
- علاج قناة الجذر (إذا استمر الألم بعد فعل ما سبق)
- الخلع

## نبذة تاريخية
تم اقتراح العبارة «الألم السني من تصدع الشرفات» عام 1954 بواسطة غيبس. بعد ذلك تمت صياغة المصطلح «متلازمة السن المتصدع» عام 1964 بواسطة كاميرون، الذي عرّف الحالة ب «صدع غير كامل في سن خلفي حيوي والذي يتضمن العاج وأحيانا يمتد إلى اللب».